# Indulás előtt (Lost)
2005. május 11-én került először adásba az amerikai ABC csatornán a sorozat 22. részeként. Edward Kitsis és Adam Horowitz írta, és Tucker Gates rendezte. Az epizód középpontjában Kate Austen áll.

## Ismertető
|  | Alább a cselekmény részletei következnek! |

### Visszaemlékezések
Mivel Kate a rendőrség körözése alatt áll, álcázni kénytelen magát. Egy hotelszobában lemossa hajáról a szőke festéket, majd elmegy a postára, ahol "Joan Hart" néven vesz át egy levelet. Miután a kocsiban elolvassa, sírva fakad.
Kate elmegy a kórházba, hogy meglátogassa haldokló édesanyját, Diane-t. Felkeresi gyermekkori barátját és szerelmét, Tom Brennan-t, és a segítségét kéri.
Tom házában, Kate szomorúan nézegeti Tom családi fotóit a feleségéről és a kisfiáról. Eközben, Tom telefonon intézi el, hogy Diane-t kivigyék a szobájából, s így lehetővé válik, hogy Kate meglátogassa, anélkül, hogy a rendőrség észrevenné. Tom azt mondja, még van néhány óra, mielőtt bemehetnek Diane-hez, ezért Kate kérésére elmennek ahhoz a fához, ahol kis korukban elásták az "időkapszulájukat", ami nem más, mint egy doboz, tele gyerekkori holmikkal. Miután kiássák, egy baseball sapkát, Tom játékrepülőjét, és egy magnókazettát vesznek ki belőle. A kocsiban meghallgatják az 1989-ben általuk készített felvételt, amin arról beszélgetnek, hogy felnőtt korukban össze fognak házasodni, és egy csomó gyerekük lesz. A magnó kikapcsolása után, Kate megcsókolja Tom-ot, de ő azt mondja, ideje lesz indulni a kórházba.
A kórházban, Kate kettesben marad az édesanyjával. Bocsánatot kér tőle a sok szenvedésért, amit okozott neki. Diane segítségért kezd kiáltozni, ezért Kate menekülőre fogja. Leüti az útjába akadó biztonsági őrt, majd miután összefut Tom-mal, közli vele, hogy szüksége vana kocsikulcsára. Mindketten beszállnak a kocsiba. Kihajtva a parkolóból, Kate észreveszi, hogy a parkolót elbarikádota a rendőrség. Arra kéri Tom-ot, szálljon ki, de Tom többszöri kérésre sem teszi meg. Kate beletapos a gázba, és megpróbálja kikerülni a rendőröket, miközben azok rálőnek. Kate észreveszi, hogy Tom-ot eltalálta az egyik golyó, és meghalt. Kate-nek még arra sincs ideje, hogy feldolgozza szerelme elvesztését. Futásnak ered, a kocsiban felejtve Tom játékrepülőjét.

### Valós idejű történések (43. nap)
Kate és Charlie észreveszik, hogy Dr. Arzt Michael-lel vitatkozik. Arzt szerint a mindennapos délutáni esőzések arra utalnak, hogy beköszöntött a monszun évszak. Ez a szelek irányváltoztatásával jár együtt, és ez azt eredményezi, hogy a tutajt dél felé sodorja. A szigetől délebbre pedig csak egyvalami van: az Antarktisz. Michael nekilát a tutaj befejezésének, hogy legkésőbb holnap elindulhassanak. Kate is menni akar, de Michael azt mondja, a tutaj már tele van. Kate megpróbálja lebeszélni őt Sawyer elvivéséről, de Michael elmondja, hogy Sawyer az első tutajhoz szolgáltatott alapanyagokkal megvásárolta a "jegyét".
Sayid elvezeti Jack-et a dzsungelbe, ahol Locke-kal együtt megmutatja neki a bunkert, aminek jórészét Locke már kiásta a föld alól.
Sawyer dühösen kérdezi meg Michael-t, Jin miért pakolja tele a tutajt hallal, amikor a tengeren is tudnak majd halászni. Michael felveti, hogy talán nem Sawyer-t kellene magukkal vinni. Sawyer rájön, hogy Kate a helyére pályázik.
Kate épp a rendőrségi fotóját égeti el, amikor Sawyer odamegy hozzá, és elmondja, hogy tudomást szerzett a tervéről, és jobb ha letesz róla. Azt is elmondja, hogy már jó ideje tudja, hogy ő volt a fegyenc, akit a békebíró kísért a repülőn, és most nyilván azért akarja elhagyni a szigetet, mert ez az egyetlen esélye a megmenekülésre. Ha mentőosztagok jönnének a túlélőkért, Kate-et rögtön letartóztatnák. Kate azt mondja Sawyer-nek, ha a helyét akarja, meg is szerzi.
Walt vizet visz Michael-nek, aki a tutaj építésével foglalatoskodik. Arról kezdenek el beszélgetni, mit fognak csinálni a megmenekülésük után. Hirtelen, Michael rosszul lesz és összeesik. Elküldi Walt-ot Jack-ért. Walt összetalálkozik Kate-tel és Sun-nal, és Kate elrohan megtalálni Jack-et. A bunkernél, Jack és Locke azon gondolkodnak, hogy lehetne kinyitni. Sayid szerint nem szabadna ezt tenni, mert bizonyára azért nincs kilincs a bejáraton, hogy örökre rejtve maradjon, ami odalent van. Miután mindhárman elindulnak a tábor felé, Kate észreveszi őket, és tájékoztatja Jack-et Michael-ről. Miután megvizsgálja őt, Jack megállapítja, hogy valaki enyhe mérget kevert Michael vizébe. Míg Michael Sawyer-t gyanúsítja, Hurley azt mondja Locke-nak, szerinte Kate tette, mert ő egy körözött szökevény. Jack tudatja Hurley-vel, hogy John még nem tudott erről. Hurley-nek kezd elege lenni belőle, hogy nem lehet tudni, ki mit tud és mit nem, vagy hogy mit szabad elmondani másoknak.
Charlie a gitárján játszik "Céklafejnek", miközben Claire a haját vágja. Felajánlja Claire-nek, hogy ha egyszer megmenekülnek, a kisbabájával együtt hozzáköltözhetnek. A barlangoknál, Kate megkérdezi Jack-től, tudja-e, ki fog elutazni a tutajjal, ha Michael nem épül fel. Jack Kate-et kezdi el gyanúsítani Michael megmérgezésével, mire Kate dühösen távozik. Nem sokkal odébb, Walt biztosítja róla Locke-ot, hogy nem ő mérgezte meg az apját. Locke megbízik a fiúban. Miután megfogja a kezét, Walt hirtelen elrántja, és arra kéri Locke-ot, "ne nyissák ki". Locke döbbenten figyeli az elviharzó Walt-ot.
Michael közli Sawyer-rel, hogy nem utazhat a tutajon, amiért megmérgezte őt. Bűnözőnek nevezi, mire Sawyer odarángatja Kate-et, és a túlélők előtt leleplezi a kilétét. Kate beismeri, hogy ő az a fegyenc, akit Edward Mars kísért, de nem ő mérgezte meg Michael-t. Michael visszaadja Sawyer-nek a helyét a tutajon. Miután mindenki elmegy, Kate rátekint Tom Brennan játékrepülőjére, múltjának jelképére.
Jack elmondja Sun-nak, tudja hogy ő kevert mérget Michael vizébe. Valójában Jin-t akarta megmérgezni, de összekevedtek a vizes palackok. Nem akarta, hogy Jin elmenjen, ezért le akarta őt gyengíteni, hogy ezt megakadályozza. Jack azt mondja, a titka biztonságban marad, de hagynia kell elmennie Jin-t.
Éjszaka, Sawyer elmondja Kate-nek, hogy holnap elindulnak a tutajjal. Kate megkérdezi tőle, miért akar ennyire elmenni. Sawyer azt mondja, semmi sincs a szigeten, ami marasztalná. „Vigyázz magadra!” – mondja Kate a távozó Sawyer-nek.
Walt és Michael a tutajnál üldögélnek, mikor Walt bevallja, hogy ő gyújtotta fel az első tutajt. Azt mondja, nem akart elmenni a szigetről. Michael nem haragszik rá. Felveti, hogy akár maradhatnak is, de Walt azt mondja, muszáj elmenniük. Eközben, a tábortűznél, Sun azt mondja Kate-nek, Jack rájött a tettére, de nem mondta el neki, hogy ez Kate ötlete volt. Sun beszél arról, hogy kislányként mindig azt gondolta, ha megtalálja az igaz szerelmet, örökké boldog lesz. „Igen, én is.” – mondja Kate.
|  | Itt a vége a cselekmény részletezésének! |